# Balilla (sommergibile 1928)
Il Balilla è stato un sommergibile della Regia Marina.

## Storia
Fra il marzo ed il settembre 1933 fu impiegato in supporto alla trasvolata atlantica di Italo Balbo: insieme al gemello Millelire e alle cannoniere Biglieri e Matteucci, attraversò l'Atlantico al comando del capitano di fregata Valerio Della Campana per fungere da radiofaro e segnalare le condizioni del tempo ai velivoli di Balbo; questa esperienza fu utile anche per saggiare le qualità oceaniche dei «Balilla», rivelatesi piuttosto soddisfacenti.. Giunto a Chicago, il sommergibile fu visitato da Italo Balbo che tenne poi un discorso rivolgendosi all'equipaggio
Negli anni Trenta fu anche scelto per lo svolgimento di prove riguardo al contenimento del surriscaldamento dei motori, prove che non ebbero luogo per via dell'opposizione dello Stato Maggiore della Marina.
Partecipò clandestinamente alla guerra di Spagna, senza cogliere risultati.
All'inizio della seconda guerra mondiale era ormai vecchio e compì tre sole missioni offensive in Mediterraneo.
Nella prima, a meridione dell'isola di Corfù (con il capitano di corvetta Michele Morislani come comandante) subì violenti attacchi aerei il 12 giugno 1940 subendo danni tali da obbligarlo a fare ritorno alla base.
Il 12 luglio lasciò Brindisi per posizionarsi in agguato tra Alessandria d'Egitto e Capo Krio (Grecia), ma tale missione si interruppe quando il comandante – capitano di corvetta Cesare Girosi – si ammalò.
Il 10 agosto 1940 fu inviato nella zona di Creta e fece ritorno sei giorni dopo, senza aver colto risultati.
Ormai superato, fu quindi destinato, come il Millelire, alla Scuola Sommergibili di Pola.
Svolse attività addestrativa sino al disarmo, avvenuto il 28 aprile 1941.
Denominato GR. 247, fu usato come bettolina carburanti sino all'ottobre 1946, quando fu radiato e quindi demolito.

## Il cofano portabandiera

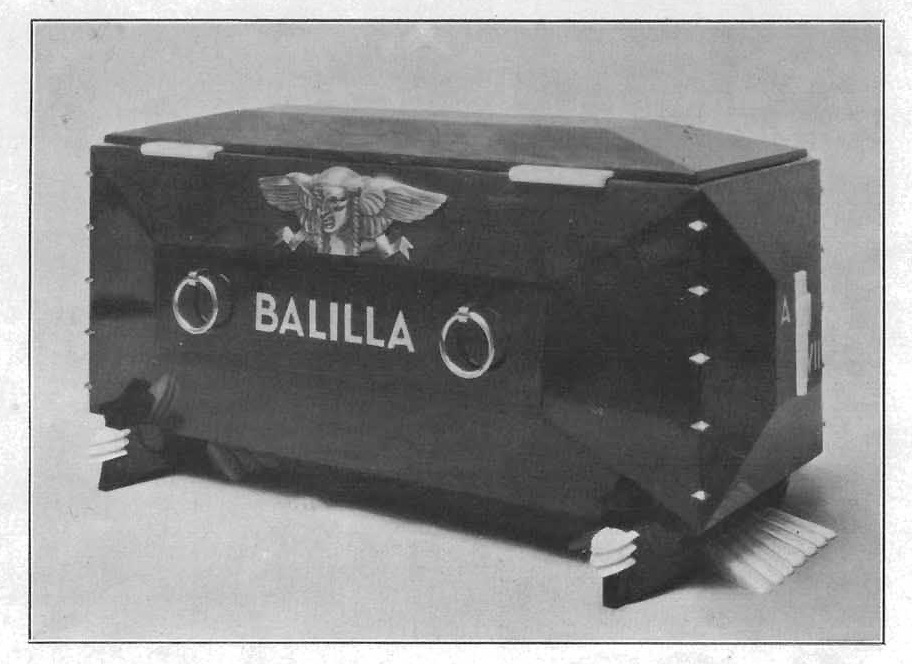
Il cofano per la bandiera di combattimento del 1930

Nel 1930 il celebre architetto Enrico Del Debbio disegnò il cofano portabandiera di combattimento del Balilla; realizzato in radica di noce nostrana, era munito di due appoggi in ebano raffiguranti due galere rostrate con remi in avorio. Pure in avorio erano gli stemmi, le maniglie, le cerniere e la dicitura Balilla. Le grappe a punta di diamante, gli anelli e la testa di vittoria erano in oro. Il prezioso cofano fu presentato ai lettori della prestigiosa rivista Architettura e Arti Decorative nel fascicolo del maggio 1930.
Il cofano è esposto al Museo Sacrario delle Bandiere delle Forze Armate al Vittoriano di Roma.